# 陳鍾琇
陳鍾琇（1920年8月3日—2011年5月），河北永清人，中华民国空军中将。

## 生平
陳鍾琇畢業於中華民國空軍軍官學校第9期，抗日戰爭勝利後在國共內戰期間擔任空軍第二軍區少校參謀官時，策劃炸沉叛逃之重慶號巡洋艦作戰任務。於1949年抵达台湾。1954年，他赴美國空軍大學陸空作戰學校接受培訓；1959年，再赴駐紮菲律賓的美國第13航空隊受訓。
1965年，陳鍾琇擔任空軍第五聯隊少將聯隊長。在民國五十六年（1967年）1月，由中華民國政府派遣到甫建國的新加坡共和國擔任空軍建軍顧問，協助新加坡空軍建軍。1969年返國，先是擔任空軍總司令部作戰署少將署長，後於同年轉任國防部軍事發言人。
1977年8月至1983年，陳鍾琇出任中華民國國防部中將常務次長，曾主持空軍防空自動化系統的採購與換裝。